# چرخاب اطلس شمالی

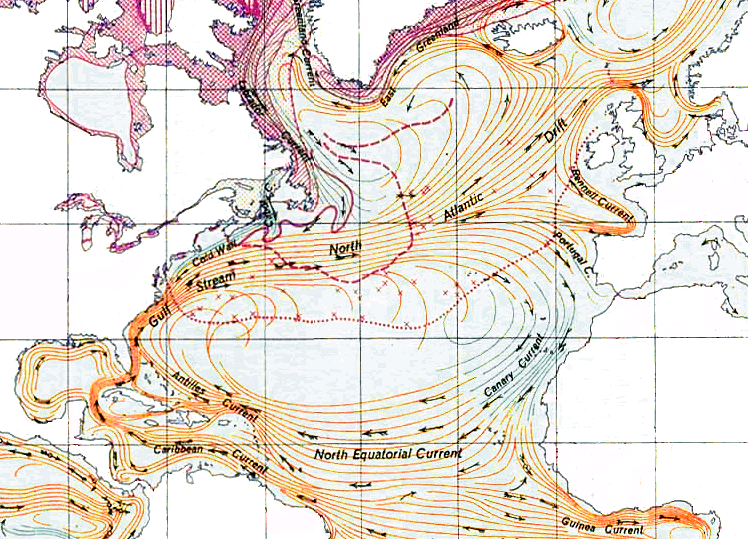
جریان‌های دربرگیرندهٔ چرخاب اطلس شمالی.

چرخاب اطلس شمالی (به انگلیسی: North Atlantic Gyre)، در اقیانوس اطلس قرار گرفته و یکی از پنج چرخاب اصلی در تمام اقیانوس‌هاست. این چرخاب از کناره‌های استوا تا ایسلند و از کرانه آمریکای شمالی تا غرب اروپا و اروپا کشیده شده‌است.
این چرخاب از چهار جریان جریان گلف استریم در غرب، جریان اطلس شمالی در شمال، جریان قناری در شرق و جریان استوایی شمالی اطلس در جنوب تشکیل شده‌است. این چرخاب در گردش دماشوری نقش مهمی دارد که آب شور را از دریای مدیترانه به غرب می‌برد و سپس از آنجا به سمت شمال می‌برد و پدیدهٔ آب عمیق اطلس شمالی را به وجود می‌آورد.
در چرخاب اطلس شمالی، همچون چرخاب شمالی اقیانوس آرام، زباله‌های دریایی در میان جریان‌ها گیر می‌افتند که در طول دهه‌ها باعث به وجود آمدن زباله‌دان بزرگ اطلس شمالی شده‌است.
چرخاب اطلس شمالی، دریای سارگاسو را در مرکز خود به وجود آورده که به خاطر آب راکد و توده‌های انبوه جلبک دریایی مشهور است.